# Rocar Boekarest
Rocar Boekarest was een Roemeense voetbalclub uit de hoofdstad Boekarest.

## Geschiedenis
De club werd in 1953 als sportclub van de autobussenfabrikant Autobuzul (later: Rocar) opgericht onder de naam Autobuzul Boekarest. In 1974 speelde de club voor het eerst in de tweede klasse. Na twee seizoenen degradeerde de club, maar de afwezigheid bleef tot één seizoen beperkt. Daarna werd de club een middenmoter en in 1981 werd de zesde plaats bereikt. In 1985 degradeerde de club opnieuw, maar kon ook nu onmiddellijk terugkeren. Na enkele seizoenen middenmoot werd de club derde in 1992 achter Progresul Boekarest en Gloria CFR Galați. Het volgende seizoen werd Autobuzul 15de en na dit seizoen werd de naam veranderd in AS Rocar Boekarest. Rocar speelde in de middenmoot en werd in 1999 vicekampioen achter FC Brașov en promoveerde zo voor het eerst naar de hoogste klasse. De club werd elfde uit achttien clubs. Na het seizoen wilde Rocar zijn plaats in de eerste klasse voor 1,2 miljoen dollar verkopen aan Fulgerul Bragadiru om terug naar de tweede klasse te gaan, maar de Roemeense voetbalbond stond dit niet toe, waardoor beide clubs fuseerden. De club speelde als Rocar Fulgerul Bragadiru in de eerste klasse werd voorlaatste en degradeerde. In 2001 werd de finale van de FRF Cup behaald. In 2002 verhuisde de voorzitter de club naar Timișoara waar het verderging als Politechnica AEK Timișoara, tegenwoordig FC Timișoara. De fusie werd ongedaan gemaakt en ook Rocar ging in 2005 weer zelfstandig verder als AFC Rocar ANEFS Boekarest. In 2009 werd de club opgeheven.

## Erelijst
Beker van Roemenië
Finalist: 2001
Liga 3
1970, 1977, 1986, 1989